# Reproducción social
Reproducción social, en sociología, es el conjunto de procesos biológicos, demográficos, sociales, económicos y culturales que derivan en la existencia y pervivencia de una sociedad y de los distintos grupos y clases sociales que la conforman.

## Conceptos de reproducción social
El concepto de reproducción social tiende a ser más general e inclusivo que otros conceptos, en principio más restringidos y limitados relacionados con la reproducción, ya sea la reproducción biológica, económica, tecnológica o cultural. La reproducción social incluye en mayor o menor medida todos estos aspectos. 
En este sentido así lo señala Elsa Guzmán para quién la reproducción social es el conjunto de procesos biológicos, demográficos, sociales, económicos y culturales que derivan en la existencia y pervivencia de una sociedad y de los distintos grupos y clases sociales que la conforman o Ladislaw Dowbor quién plantea que la reproducción social indica un proceso que incluye tanto la producción como los servicios sociales y las diversas actividades de gestión del desarrollo, la planificación o la seguridad. Humprhies y Rubery o Sebastian Molina han limitado el uso del concepto de reproducción social para aplicarlo exclusivamente a la familia.
María Antonía Carbonero ofrece una definición de reproducción social muy esquemática, concibiéndola como la reproducción de los sistemas sociales, en el sentido de reproducción de las prácticas sociales recurrentes de los individuos o grupos en interacción La autora incluye: la reproducción de los actores en los sistemas sociales, la reproducción de las instituciones entre los actores y la reproducción de las instituciones.
Una de las definiciones más completas es la que ofrece la autora Carmelita Yazbeck
El concepto de reproducción social se refiere al modo como son producidas y reproducidas las relaciones sociales en esta sociedad. En esta perspectiva la reproducción de las relaciones sociales es entendida como la reproducción de la totalidad de la vida social, lo que engloba no solo la reproducción de la vida material y del modo de producción sino también la reproducción espiritual de la sociedad y de las formas de conciencia social a través de las cuales el hombre se posiciona en la vida social. De esa forma, la reproducción de las relaciones sociales es la reproducción de determinado modo de vida, de lo cotidiano, de valores, de prácticas culturales y políticas y del modo como se producen las ideas en la sociedad. Ideas que se expresan en prácticas sociales, políticas, culturales, y en patrones de comportamiento y que acaban por permear toda la trama de relaciones de la sociedad.

## Origen del concepto de reproducción social
Dowbor señala que el concepto de reproducción social nació para hacer frente a una idea de reproducción ligada a la economía o al capital, que excluía el referente de las prácticas sociales. Al insistir en el concepto de reproducción social buscamos romper con la absurda dicotomía que se creó entre la economía, que se preocupa por la producción de riqueza y el aspecto social, que acompaña este proceso con cierto atraso, tratando de reducir mediante políticas de compensación, las contradicciones generadas, la miseria, el abandono, la exclusión.
Fue Karl Marx uno de los primeros autores en ligar producción económica y reproducción. Las condiciones de producción son a la vez las de reproducción. Ninguna sociedad puede producir continuamente, esto es, reproducir, sin reconvertir continuamente una parte de sus productos en medios de producción o elementos de la nueva producción.
Todavía hay algunos científicos sociales de base marxista como Paul Willis que considerarían que la reproducción social formaría parte de la reproducción económica, entendida esta como reiteración de las clases sociales a través del tiempo.

## Componentes de la reproducción social
El término reproducción social, dependiendo de los diferentes autores, incluye los siguientes componentes:
- reproducción de las clases sociales.
- reproducción humana.
- reproducción económica (reproducción del modo de producción, reproducción de la fuerza de trabajo, reproducción de las relaciones de producción).
- reproducción educativa.
- reproducción cultural.
- reproducción política (reproducción del poder, reproducción de la ideología).
- reproducción del género.
- reproducción de la sexualidad.
- reproducción religiosa.

Dependiendo de los enfoques y corrientes epistemológicas, algunos autores distinguen algunas de estas variables como esferas independientes. Es el caso de Paul Willis (1993), que identifica la reproducción cultural como el ámbito supraestructural y más abarcador frente a la reproducción social, que identifica como la reiteración de las clases sociales a través del tiempo.

## Identificación de reproducción y reproducción social
Aunque el concepto de reproducción a secas tiende a ser identificado con la biología, existen muchos científicos sociales que lo utilizan indistintamente como sinónimo de "reproducción social" o de "reproducción económica". Este es el caso de la definición que ofrece Dolors Comas del concepto de reproducción que es una de las más completas: "reiteración de las condiciones de existencia y funcionamiento de un determinado modo de producción" (Comas, 1998: 76).
La definición de Comas destaca el ámbito económico como uno los principales componentes de la reproducción, expresado a través del concepto marxista de "modo de producción". El otro componente se abre más al ámbito social, con un claro matiz biológico, a través de la expresión "condiciones de existencia".

## El trabajo reproductivo como una parte de la reproducción social
El trabajo reproductivo puede considerarse un importante aspecto de la reproducción social. El trabajo reproductivo incluye tanto al trabajo necesario para la reproducción humana realizado por la mujer a lo largo de la historia, embarazo, alumbramiento, lactancia, como al conjunto de atenciones y cuidados necesarios para el sostenimiento de la vida y la supervivencia humana: alimentación, cuidados físicos y sanitarios, educación, formación, relaciones sociales, apoyo afectivo y psicológico, mantenimiento de los espacios y bienes domésticos. El trabajo reproductivo es realizado mayoritariamente por la mujer y es opuesto al denominado tradicionalmente trabajo productivo.
Estelle Cooch, miembro de Right to Work, analiza la reproducción social dentro del capitalismo y considera que la reproducción y el mantenimiento de las personas –es decir la reproducción de la fuerza de trabajo y su mantenimiento– se tienen que concebir como trabajo y parte esencial del funcionamiento económico capitalista para poder entender mejor la opresión de la mujer. Para Cooch producción y reproducción no son esferas aisladas, sino partes inseparables del sistema global del capitalismo.
La escritora marxista y feminista Lise Vogel considera que hay tres maneras en las que la fuerza de trabajo se reproduce:
- 1.- Las actividades diarias que ayudan a recuperar al trabajador o trabajadora permitiéndole que regrese al trabajo. En estas actividades se incluye la comida, el cobijo, pero también los cuidados psicológicos dentro del hogar.
- 2.- Las actividades dirigidas a los que no son trabajadores, las ancianas y ancianos, los hijos y las hijas, las personas desempleadas, es decir, aquellos que están fuera de los procesos de producción.
- 3.- La reproducción de nuevos trabajadores, el embarazo y el parto.

Alva Gotby introduce el término "reproducción emocional" asimilable a "trabajo reproductivo emocional"; para ella el trabajo emocional es parte consustancial del trabajo reproductivo (crianza, comunitario y doméstico) pero también del trabajo feminizado productivo (cuidadoras, azafatas, enfermeras, maestras, dependientas, médicas) de aquellas profesiones en los que el cuidado emocional es importante y decisivo para la salud social emocional).

## Reproducción social frente a cambio social
El concepto de reproducción social no implica concebir la sociedad como una organización meramente reiterativa, sino que hay que entender que existen disrupciones y resistencias en la manera en la que las sociedades humanas se dan continuidad a sí mismas. Es lo que se conoce como cambio o transformación social. Así, Passeron explica que no hay modelos sociales que pueden explicarse desde el cambio social, ya que este surge de una disrupción de las prácticas sociales reiteradas a lo largo del tiempo. Como indica el autor, "el modelo de reproducción social es un patrón con respecto al cual se miden los cambios registrados, para concluir que se ha permanecido o no dentro del mismo caso de referencia, que no se ha salido del tipo de estructura descrito" (Passeron, 1983: 433-434).